# Готан Проджект
Готан Проджект е музикална група, сформирана в Париж, Франция.
Съставена е от Филип Коен Солал (французин), Едуардо Макароф (аржентинец) и Кристоф Мюлер (швейцарец).
Името на групата идва от аржентинския жаргон Лунфардо, в който на повечето думи се обръщали сричките (например: go-tan вместо tan-go). От думата танго триото решило да обърне сричките и се получило Готан и оттам името на групата – „Готан Проджект“ (Gotan Project).

## История
Групата е сформирана през 1999 г. Първият им сингъл е Vuelvo Al Sur/El Capitalismo Foraneo, последван от албума La Revancha del Tango през 2001 г. Стилът им е „чисто танго“ смесено от техно-ритми и бийтове.
През май 2004 г. групата свири на живо в радио ВВС-1. През същата година Филип Коен Солал прави самостоятелен DJ сет-албум, наречен Inspiración Espiración - A Gotan Project DJ Set Selected & Mixed by Philippe Cohen Solal. Албумът е компилация от танго на Анибал Тройло и Астор Пиацола, както и ремикси на Готан Проджект. В албума влиза и непознат на феновете трак, наречен La Cruz del Sur, който е трябвало да бъде включен към албума La Revancha del Tango, но в крайна сметка отпаднал.
Преди да бъде сформиран Готан Проджект, Кристоф Мюлер и Филип Коен Солал сформирали дуо, наречено Boyz from Brazil.
Песента "Santa Maria (del Buen Ayre)" от албума La Revancha del Tango е включена в саундтрака на филма от 2004 г. "Ще танцуваме ли?" ("Shall we dance?") с участието на Дженифър Лопес и Ричард Гиър. Песента е включена в саундтрака на филма с Антонио Бандерас „Поеми лидерството“ през 2006 г. Техни песни също участват в саундтракове на сериали като „Клъцни/Срежи“, „Сексът и градът“ и „Чък“.

## Дискография
- 2000 Vuelvo Al Sur/El Capitalismo Foraneo
- 2001 La Revancha del Tango
- 2004 Inspiración Espiración
- 2006 Lunático
- 2006 El Norte (EPs)
- 2010 Tango 3.0
- 2011 La Revancha En Cumbia

## Видеография
- 2005 La Revancha del Tango Live